# Коротич, Андрей Владимирович
Андре́й Влади́мирович Коро́тич (род. 22 марта 1957) — советский и российский учёный и изобретатель в области архитектуры и искусствоведения, доктор архитектуры (2004), доктор искусствоведения (2019), доктор технических наук (2023), академик РААСН по отделению архитектуры (2025; член-корреспондент 2023), профессор Международной академии архитектуры, заслуженный изобретатель Российской Федерации.

## Биография
Андрей Коротич родился 22 марта 1957 года.
В 1980 году с отличием окончил Свердловский архитектурный институт по специальности «Архитектура» с присвоением квалификации «Архитектор».
В 1985 году окончил аспирантуру в МАрхИ и защитил там диссертацию на тему «Развитие архитектурных форм складчатых систем, трансформированных из плоскости», представленную на соискание учёной степени кандидата архитектуры по научной специальности 18.00.02 — Архитектура зданий и сооружений.
В 2004 году защитил диссертацию на тему «Формирование составных линейчатых оболочек в архитектуре зданий и сооружений», представленную на соискание учёной степени доктора архитектуры по научной специальности 18.00.02 — Архитектура зданий и сооружений. Творческие концепции архитектурной деятельности. Докторская диссертация была выполнена без научного консультанта. Официальными оппонентами выступили доктор архитектуры, профессор Н. А. Сапрыкина, доктор архитектуры, профессор Б. М. Мержанов, доктор технических наук, профессор Ю. И. Блинов, ведущей организацией — Центральный научно-исследовательский институт типового и экспериментального проектирования комплексов и зданий культуры, спорта и управления им. Б. С. Мезенцева. Защита состоялась в диссертационном совете на базе МАрхИ. По результатам защиты Андрею Коротичу была присуждена учёная степень доктора архитектуры.
26 апреля 2019 года защитил диссертацию на тему «Композиционная морфология современной высотной архитектуры: закономерности и особенности развития», представленную на соискание учёной степени доктора искусствоведения по научной специальности 17.00.04 — Изобразительное и декоративно-прикладное искусство и архитектура. Научным консультантом выступил доктор искусствоведения И. И. Орлов. Официальными оппонентами выступили доктор искусствоведения Е. К. Блинова, доктор искусствоведения В. Д. Уваров, доктор искусствоведения С. В. Мирзоян, ведущей организацией — ФГБОУ ВО «Алтайский государственный технический университет им. И. И. Ползунова». Защита состоялась в диссертационном совете на базе Московской государственной художественно-промышленной академии им. С. Г. Строганова. Все 17 присутствовавших на защите членов совета единогласно проголосовали за присуждение степени. На автореферат докторской диссертации в числе прочих написали положительные отзывы Андрей Боков и Михаил Шубенков. По результатам защиты Андрею Коротичу была присуждена учёная степень доктора искусствоведения.
В 2022 году защитил диссертацию на тему «Формообразование регулярных дискретных структур в дизайне: аспекты геометрического моделирования», представленную на соискание учёной степени доктора технических наук по научной специальности 17.00.06 — Техническая эстетика и дизайн. Докторская диссертация была выполнена без научного консультанта. Официальными оппонентами выступили доктор искусствоведения, профессор С. М. Михайлов, доктор технических наук В. Ю. Пиирайнен, доктор технических наук, профессор К. С. Ившин, ведущей организацией — ФГБОУ ВО «Московская государственная художественно-промышленная академия им. С. Г. Строганова». Защита состоялась в диссертационном совете на базе Российского государственного университета им. А. Н. Косыгина (Технологии. Дизайн. Искусство). Из 14 присутствовавших на защите членов совета 12 проголосовали за присуждение степени, а 2 против. На автореферат диссертации прислали свои положительные отзывы в том числе Владимир Травуш и Михаил Шубенков. Приказом Минобрнауки России от 7 марта 2023 года № 370/нк (приложение № 37) Андрею Коротичу присуждена учёная степень доктора технических наук.
Занимается проектной и творческой деятельностью в области архитектуры, является директором «Korotich Design Group».
В апреле 2025 года общим собранием членов РААСН был избран академиком по отделению архитектуры.

## Научно-педагогическая деятельность
Работал в должности заведующего кафедрой Уральского архитектурно-художественного института. В настоящее время работает в должности профессора кафедры архитектуры УрФУ.

## Награды и звания

### Академические звания
- член-корреспондент РААСН[17]

### Почётные звания
- Заслуженный изобретатель Российской Федерации (26 ноября 1994) — за многолетнюю плодотворную изобретательскую деятельность[15]

### Награды
- нагрудный знак Госкомизобретений «Изобретатель СССР»[17]
- медаль «Ветеран труда»[18]
- благодарственная грамота Его Святейшества Папы Римского Иоанна Павла II[13]
- благодарственная грамота Его Величества Короля Непала[13]

## Избранная библиография
Андрей Коротич является автором более 220 научных работ. Им получено 130 охранных документов (авторских свидетельств на изобретения, свидетельств на промышленные образцы, патентов СССР и России). Является автором 16 новых способов моделирования составных линейчатых оболочек, используемых при решении композиционных задач архитектурного формообразования.

### Монографии
- Коротич, А. В. Небоскреб как произведение пластического искусства / А. В. Коротич. — Екатеринбург: Уральский государственный архитектурно-художественный университет, 2018. — 404 с. — ISBN 978-5-7408-0224-4.

### Патенты на полезные модели
- Патент на полезную модель № 128225 U1 Российская Федерация, МПК E04B 7/10. Купол складчатый : № 2012151124/03 : заявл. 28.11.2012 : опубл. 20.05.2013 / А. В. Коротич; заявитель Федеральное государственное бюджетное учреждение "Ордена «Знак Почета» Уральский научно-исследовательский и проектно-конструкторский институт Российской академии архитектуры и строительных наук (УралНИИпроект РААСН).
- Патент на полезную модель № 128226 U1 Российская Федерация, МПК E04B 7/10. Купол составной : № 2012154490/03 : заявл. 14.12.2012 : опубл. 20.05.2013 / А. В. Коротич; заявитель Федеральное государственное бюджетное учреждение "Ордена «Знак Почета» Уральский научно-исследовательский и проектно-конструкторский институт Российской академии архитектуры и строительных наук (УралНИИпроект РААСН).
- Патент на полезную модель № 131026 U1 Российская Федерация, МПК E04B 7/10. Покрытие радиальное : № 2012124192/03 : заявл. 09.06.2012 : опубл. 10.08.2013 / А. В. Коротич; заявитель Федеральное государственное бюджетное учреждение "Ордена «Знак Почета» Уральский научно-исследовательский и проектно-конструкторский институт Российской академии архитектуры и строительных наук (УралНИИпроект РААСН).
- Патент на полезную модель № 116530 U1 Российская Федерация, МПК E04B 7/10. Купол составной : № 2011152378/03 : заявл. 21.12.2011 : опубл. 27.05.2012 / А. В. Коротич; заявитель Учреждение "Ордена «Знак Почета» Уральский научно-исследовательский и проектно-конструкторский институт Российской академии архитектуры и строительных наук.
- Патент на полезную модель № 116536 U1 Российская Федерация, МПК E04C 3/04. Элемент каркаса зданий и сооружений : № 2011152374/03 : заявл. 21.12.2011 : опубл. 27.05.2012 / А. В. Коротич; заявитель Учреждение "Ордена «Знак Почета» Уральский научно-исследовательский и проектно-конструкторский институт Российской академии архитектуры и строительных наук.
- Патент на полезную модель № 117945 U1 Российская Федерация, МПК E04B 7/08. Свод складчатый : № 2012101520/03 : заявл. 16.01.2012 : опубл. 10.07.2012 / А. В. Коротич; заявитель Учреждение Ордена «Знак Почета» Уральский научно-исследовательский и проектно-конструкторский институт Российской академии архитектуры и строительных наук.
- Патент на полезную модель № 117945 U1 Российская Федерация, МПК E04B 7/08. Свод складчатый : № 2012101520/03 : заявл. 16.01.2012 : опубл. 10.07.2012 / А. В. Коротич; заявитель Учреждение Ордена «Знак Почета» Уральский научно-исследовательский и проектно-конструкторский институт Российской академии архитектуры и строительных наук.
- Патент на полезную модель № 117946 U1 Российская Федерация, МПК E04B 7/10. Покрытие радиальное : № 2011152368/03 : заявл. 21.12.2011 : опубл. 10.07.2012 / А. В. Коротич; заявитель Учреждение "Ордена «Знак Почета» Уральский научно-исследовательский и проектно-конструкторский институт Российской академии архитектуры и строительных наук.
- Патент на полезную модель № 117947 U1 Российская Федерация, МПК E04B 7/10. Купол составной : № 2011152371/03 : заявл. 21.12.2011 : опубл. 10.07.2012 / А. В. Коротич; заявитель Учреждение "Ордена «Знак Почета» Уральский научно-исследовательский и проектно-конструкторский институт Российской академии архитектуры и строительных наук.
- Патент на промышленный образец № 82406 Российская Федерация. Конструктор гибкий : № 2011501536 : заявл. 23.05.2011 : опубл. 16.07.2012 / А. В. Коротич.
- Патент на полезную модель № 105641 U1 Российская Федерация, МПК E04B 1/24. Здание высотное : № 2010153808/03 : заявл. 27.12.2010 : опубл. 20.06.2011 / М. А. Коротич, А. В. Коротич; заявитель Учреждение Ордена «Знак Почета» Уральский научно-исследовательский и проектно-конструкторский институт Российской академии архитектуры и строительных наук.
- Патент на полезную модель № 105644 U1 Российская Федерация, МПК E04B 7/10. Купол составной : № 2010153807/03 : заявл. 27.12.2010 : опубл. 20.06.2011 / А. В. Коротич; заявитель Учреждение Ордена «Знак Почета» Уральский научно-исследовательский и проектно-конструкторский институт Российской академии архитектуры и строительных наук.
- Патент на полезную модель № 105921 U1 Российская Федерация, МПК E04B 1/00. Здание высотное : № 2010145451/03 : заявл. 08.11.2010 : опубл. 27.06.2011 / М. А. Коротич, А. В. Коротич; заявитель Учреждение Ордена «Знак Почета» Уральский научно-исследовательский и проектно-конструкторский институт Российской академии архитектуры и строительных наук.
- и другие.